# Majklockan
Majklockan är ett studentbostadsområde beläget i stadsdelen Flogsta i västra Uppsala. I området finns 375 lägenheter som ägs av Stiftelsen Västmanlands-Dala nations studentbostäder.
Bostäderna uppfördes med start 2006 av Majklockan Fastigheter AB som studentbostäder. 2012 köptes lägenheterna av Västmanland-Dala nation, de införlivades därmed i nationens bostadsbestånd och hyrs primärt ut till nationens medlemmar.